# Félix Acaso
Félix Acaso (Madrid, 18 de agosto de 1919 - Madrid, 11 de julio de 2007) fue un actor de teatro, cine y doblaje español. 
En 1946 decidió dejar su trabajo en una oficina bancaria para dedicarse al doblaje. Aconsejado por Fernando Rey, es sometido a una prueba en los estudios de Fono España, propiedad del italiano Hugo Donarelli, prueba que, pese a la dificultad y su inexperiencia, superó con creces. Desde ese año y hasta su retirada en el 2000 (con el paréntesis de una larga estancia en México entre 1949 y 1954), prestó su voz a todos los actores importantes de la época dorada de Hollywood. Algunos de los actores a los que dobló fueron Robert Mitchum, Henry Fonda, Gary Cooper, Humphrey Bogart, Charles Chaplin, Joseph Cotten, Robert Culp, John Gielgud, Stewart Granger, Rock Hudson, Karl Malden, David Niven, Tyrone Power, James Stewart o Max von Sydow. Es casi imposible enumerar a todos los actores que dobló, puesto que dobló  todos a la mayoría de "astros" del cine clásico, excepto a Clark Gable. 
En 1954, inició en los estudios de Fono España la actividad como director de doblaje que ejercería durante décadas.

## Filmografía
- 1968
  - Setenta veces siete
- 1965
  - Las vidas que tú no conoces
- 1960
  - María, matrícula de Bilbao
- 1959
  - Los misterios de rosario nº1
- 1959 
  - Un hombre tiene que morir
- 1956 
  - Esa voz es una mina
- 1955
  - La pícara molinera
  - La Hermana Alegría
  - Los peces rojos

### Doblaje
- Nicolás en Todos somos necesarios (1956).
- Profesor George Feeny, en Yo y el mundo. (1995)
- Klaus, en La llamada de los gnomos.
- Jerome "Doc" Christian en Los Fraguel.
- Bill Maxwell, en El gran héroe americano.
- Sullivan en La vuelta al mundo de Willy Fog (1984).
- Big Ben Healy en las dos películas de Este Chico es un demonio.